# New Mill End
New Mill End – osada w Anglii, w hrabstwie ceremonialnym Bedfordshire, w dystrykcie (unitary authority) Central Bedfordshire. Leży 32 km na południe od centrum miasta Bedford i 42 km na północny zachód od centrum Londynu.